# Gabriela Agúndez
Gabriela Belem Agúndez García, née le 4 août 2000 à La Paz, est une plongeuse mexicaine. Elle est médaillée de bronze en plongeon synchronisé à 10 m avec Alejandra Orozco aux Jeux olympiques d'été de 2020.

## Carrière
Aux Jeux d'Amérique centrale et des Caraïbes de 2014 à Veracruz, Gabriela Agúndez est médaillée d'or du plongeon synchronisé à 10 m et médaillée de bronze du plongeon à 10 m.
Participant aux Jeux olympiques de la jeunesse de 2018, elle monte sur la troisième marche du podium sur le plongeon à 10 m. 
Aux Jeux d'Amérique centrale et des Caraïbes de 2018 à Barranquilla, elle est médaillée de bronze du plongeon à 10 m.
Elle est médaillée d'argent du plongeon synchronisé à 10 m avec Alejandra Orozco aux Jeux panaméricains de 2019 à Lima.
Aux Jeux olympiques d'été de 2020, elle remporte la médaille de bronze du plongeon synchronisé à 10 m avec Alejandra Orozco derrière les Chinoises et les Américaines.

## Palmarès

### Jeux olympiques
- Jeux olympiques 2020 à Tokyo ( Japon) :
  -  Médaille de bronze du haut-vol synchronisé à 10 m

### Championnats du monde
- Championnats du monde 2023 à Fukuoka ( Japon) :
  -  Médaille d'argent par équipes mixte
- Championnats du monde 2024 à Doha ( Qatar) :
  -  Médaille d'argent par équipes mixte
- Championnats du monde 2025 à Singapour ( Singapour) :
  -  Médaille d'argent de la plateforme synchronisée à 10 m

### Jeux panaméricains
- Jeux panaméricains 2019 à Lima ( Pérou) :
  -  Médaille d'argent de la plateforme synchronisée à 10 m
- Jeux panaméricains 2023 à Santiago ( Chili) :
  -  Médaille d'or de la plateforme à 10 m
  -  Médaille d'or de la plateforme synchronisée à 10 m